# 徐鶴
徐鶴（서학）は、壬辰倭乱の際の明軍の武将。
中国浙江省出身。祖父は明の礼部尚書 (官)を務めた徐海龍である。徐鶴は明軍の都摠管として丁酉再乱の際に、援軍として李氏朝鮮に派遣、戦功を挙げ、その後慶尚北道星州郡に定着した。
朝鮮氏族の浙江徐氏の始祖である。